# Merna
Merna és una població dels Estats Units a l'estat de Nebraska. Segons el cens del 2000 tenia 391 habitants.

## Demografia
Segons el cens del 2000, Merna tenia 391 habitants, 157 habitatges, i 116 famílies. La densitat de població era de 284,8 habitants per km².
Dels 157 habitatges en un 34,4% hi vivien nens de menys de 18 anys, en un 64,3% hi vivien parelles casades, en un 7% dones solteres, i en un 26,1% no eren unitats familiars. En el 24,2% dels habitatges hi vivien persones soles el 10,8% de les quals corresponia a persones de 65 anys o més que vivien soles. El nombre mitjà de persones vivint en cada habitatge era de 2,49 i el nombre mitjà de persones que vivien en cada família era de 2,96.
Per edats la població es repartia de la següent manera: un 29,2% tenia menys de 18 anys, un 4,9% entre 18 i 24, un 25,8% entre 25 i 44, un 23,8% de 45 a 60 i un 16,4% 65 anys o més.
L'edat mediana era de 38 anys. Per cada 100 dones de 18 o més anys hi havia 92,4 homes.
La renda mediana per habitatge era de 31.250 $ i la renda mediana per família de 36.406 $. Els homes tenien una renda mediana de 27.083 $ mentre que les dones 18.958 $. La renda per capita de la població era de 15.474 $. Aproximadament el 10,1% de les famílies i el 13,5% de la població estaven per davall del llindar de pobresa.

## Poblacions més properes
El següent diagrama mostra les poblacions més properes.